# Neubeckum
Neubeckum est un quartier de la ville de Beckum en Rhénanie-du-Nord-Westphalie.
Le quartier compte environ 10 400 habitants.